# Psychotria concolor
Psychotria concolor är en måreväxtart som beskrevs av George Bentham och Oerst.. Psychotria concolor ingår i släktet Psychotria och familjen måreväxter. Inga underarter finns listade i Catalogue of Life.